# Rhododendron kawakamii
Rhododendron kawakamii är en ljungväxtart som beskrevs av Bunzo Hayata. Rhododendron kawakamii ingår i släktet rododendron, och familjen ljungväxter. Utöver nominatformen finns också underarten R. k. flaviflorum.